# Крутиховська Зінаїда Олександрівна
Крутиховська Зінаїда Олександрівна (3 (16) жовтня 1916 , Каргапольє, Пермська губернія  — 28 грудня 1986 , Київ ) — українська радянська геофізик, геологиня, доктор геолого-мінералогічних наук (1971), професор (1972), Заслужений діяч науки УРСР (1979).
На основі її розробок була проведена оцінка запасів родовищ магнетиту Великого Кривого Рогу, створена магнітна модель земної кори Українського щита, а потім й інших щитів СРСР — Балтійського і Анабарського.

## Навчання
Зінаїда Олександрівна Крутиховська народилася в селі Каргапольє, нині селище міського типу Курганської області, Російської Федерації.
Зінаїда Крутиховська у 1938 році закінчила Свердловський державний гірничий інститут (нині місто Єкатеринбург, Російської Федерації).

## Трудова діяльність
З 1938 року вона працювала в Уральському геологічному управлінні. Після закінчення воєнних дій переїздить в Україну.
В 1944 році починає працювати в Українському геологічному управлінні в Києві. Одночасно, з 1945 по 1950 роки викладала у Київському геолого-розвідувальному технікумі.
У 1945—1947 рр. очолювала геофізичні дослідження на Кременчуцькій магнітній аномалії. У 1954 р. керувала комплексним геологічним дослідженням Історична довідка про науковців, вчених та геологів, які зробили великий внесок у дослідження Полтавського Подніпров'я та Кременчуцької магнітної аномалії Джерело: Офіційний сайт Горішньоплавнівської міської ради Полтавської області.
В 1955 році З.Крутиховська перейшла на роботу в Інститут геологічних наук АН УРСР. Потім, з 1961 по 1986 роки вона працювала в Інституті геофізики АН УРСР: завідувачкою лабораторії магніторозвідки. В 1964 році була призначена завідувачкою відділу постійного магнітного поля Землі. А в 1981 році перейшла на посаду старшого наукового співробітника-консультанта. На цій роботі працювала до самої смерті.

## Наукова діяльність
Основні напрями наукових досліджень:
- проблеми дослідження магнітного і гравітаційного полів Землі,
- тектоніка та глибинна будова Українського щита, особливості будови та історії розвитку його залізорудної провінції
- вивчення глибинної будови залізорудних районів УРСР[2].

### Наукові праці
- Крутиховская Зоя Алексанндровна Глубинное строение и прогнозная оценка Украинской железорудной провинции (По данным геофиз. исследований) / З. А. Крутиховская. — К.: Наукова думка, 1971. — 207 с.
- Крутиховская З. А. Проблемы создания магнитной модели земной коры древних щитов / З. А. Крутиховская // Геофизический сборник. — 1976. — Вып. 73;
- Крутиховская З. А. Тектоника раннего докембрия Украинского щита // Региональная тектоника докембрия СССР. — Ленинград, 1980 (співавт.);
- Крутиховская З. А. Магнитная модель и структура земной коры Украинского щита. — К., 1982 (співавт.);
- Крутиховская З. А. Магнитная модель земной коры платформенного типа // Геофизические исследования литосферы. — К., 1984 (співавт.);
- Крутиховская З. А. Ранние этапы становления, структура и металлогения литосферы юга Восточно-Европейской платформы / З. А. Крутиховская // ГФЖ. — 1987. — Т. 9. — № 3.

## Нагороди
- Орден «Знак Пошани»
- Державна премія УРСР у галузі науки і техніки (1972) за розробку та впровадження методики геологічного картування, розшуків і вивчення глибинної будови родовищ Української залізорудної провінції геофізичними методами.
- Заслужений діяч наук УРСР (1979).

## Родина
- Батько — Крутиховський Олександр Павлінович (1876—1930) — заарештований у жовтні 1936 року і засуджений до 10 років «виправно-трудових» робіт. Після закінчення Ленінградської лісотехнічний академії 28 років працював лісничим в різних районах Кавказу.
- Мати — Дмитрієва (Сінокосова) Марія.
- Брат — Микола (1910-?)
- Син — Ігор[3][4].